# Speka.media
Speka.media (скор. SPEKA) — українське інтернет-видання про технології, IT та підприємництво. Спеціалізується на IT, наукових та технологічних новинах та статтях, має редакційний контент та колонки експертів (розділ «Спільнота»). Матеріали публікуються виключно українською мовою.
Згідно SimilarWeb видання входило до десяти найбільш популярних медіа про технології у 2023 році.

## Історія
Видання Speka.media створено у грудні 2021 року групою IT-підприємців. З 6 квітня 2023 року юридично стало активом ТОВ «ДІДЖІТАЛ ЕКОНОМІКА».
Національна рада з питань телебачення і радіомовлення 7 березня 2024 року зареєструвала онлайн-медіа Speka.
У травні 2022 року видання об'єднало редакцію з діловим медіа The Page.
До серпня 2022 року головним редактором був Роман Судольський.
З серпня 2022 року по грудень 2023 року Юлія Даниленко.
З квітня 2022 року по листопад 2023 року шеф-редактор та керівник проєкту Катерина Венжик.
З грудня 2023 року головний редактор Сергій Коноплицький.

## Формат
Видання публікує матеріали про головні технологічні та бізнес події в Україні та світі, IT-аналітику, інтерв'ю з учасниками ринку, новини науки, космічної галузі, штучного інтелекту, кібербезпеки тощо.
Медіа публікує колонки та коментарі експертів, бізнесменів, маркетологів, підприємців, які допомагають проаналізувати поточні тренди та події в IT галузі.